# Leichtathletik-Europameisterschaften 2014/1500 m der Männer

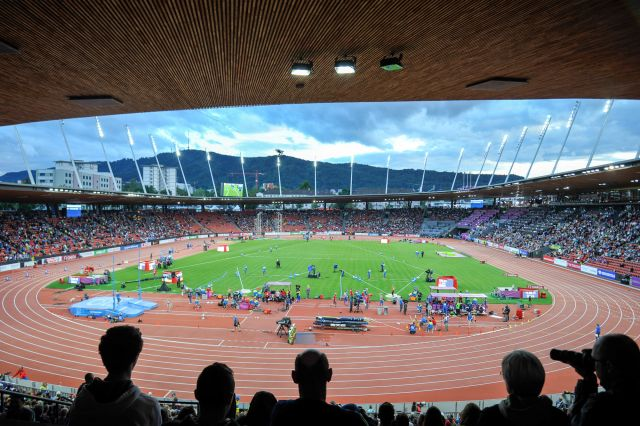
Das Letzigrund-Stadion während der Europameisterschaften 2014

Der 1500-Meter-Lauf der Männer bei den Leichtathletik-Europameisterschaften 2014 wurde am 15. und 17. August 2014 im Letzigrund-Stadion von Zürich ausgetragen.
Europameister wurde der Franzose Mahiedine Mekhissi-Benabbad, der zuvor als Europameister von 2012, Olympiazweiter von 2012 und zweifacher WM-Dritter (2011/2013) zahlreiche Erfolge über 3000 Meter Hindernis errungen hatte.
Er gewann vor dem norwegischen Titelverteidiger Henrik Ingebrigtsen.
Bronze ging an den Briten Chris O’Hare.

## Bestehende Rekorde
| Weltrekord           | 3:26,00 min | Hicham El Guerrouj | Rom, Italien          | 14. Juli 1998   |
| Europarekord         | 3:28,95 min | Fermín Cacho       | Zürich, Schweiz       | 13. August 1997 |
| Meisterschaftsrekord | 3:35,27 min | Fermín Cacho       | EM Helsinki, Finnland | 9. August 1994  |

Der bestehende EM-Rekord wurde bei diesen Europameisterschaften nicht erreicht. Die Vorläufe waren schneller als das rein als Spurtennen ausgerichtete Finale. Die schnellste Zeit erzielte der im Finale drittplatzierte Brite Chris O’Hare im zweiten Vorlauf mit 3:39,24 min, womit er 3,97 s über dem Rekord blieb. Zum Europarekord fehlten ihm 10,29 s, zum Weltrekord 13,24 s.

## Legende
Kurze Übersicht zur Bedeutung der Symbolik – so üblicherweise auch in sonstigen Veröffentlichungen verwendet:
| DSQ | disqualifiziert                          |
| DNF | Wettkampf nicht beendet (did not finish) |
| DNS | nicht am Start (did not start)           |
| DOP | wegen Dopingvergehens disqualifiziert    |
| IWR | Internationale Wettkampfregeln           |
| TR  | Technische Regeln                        |

## Vorrunde
Die Vorrunde wurde in zwei Läufen durchgeführt. Die ersten vier Athleten pro Lauf – hellblau unterlegt – sowie die darüber hinaus vier zeitschnellsten Läufer – hellgrün unterlegt – qualifizierten sich für das Finale. Außerdem wurden die beiden auf den Rängen vierzehn und fünfzehn platzierten Läufer Soufiane El Kabbouri und David Bustos für das Finale zugelassen, nachdem sie durch Andreas Vojta behindert worden waren und dadurch eine bessere Platzierung verfehlt hatten.

### Vorlauf 1

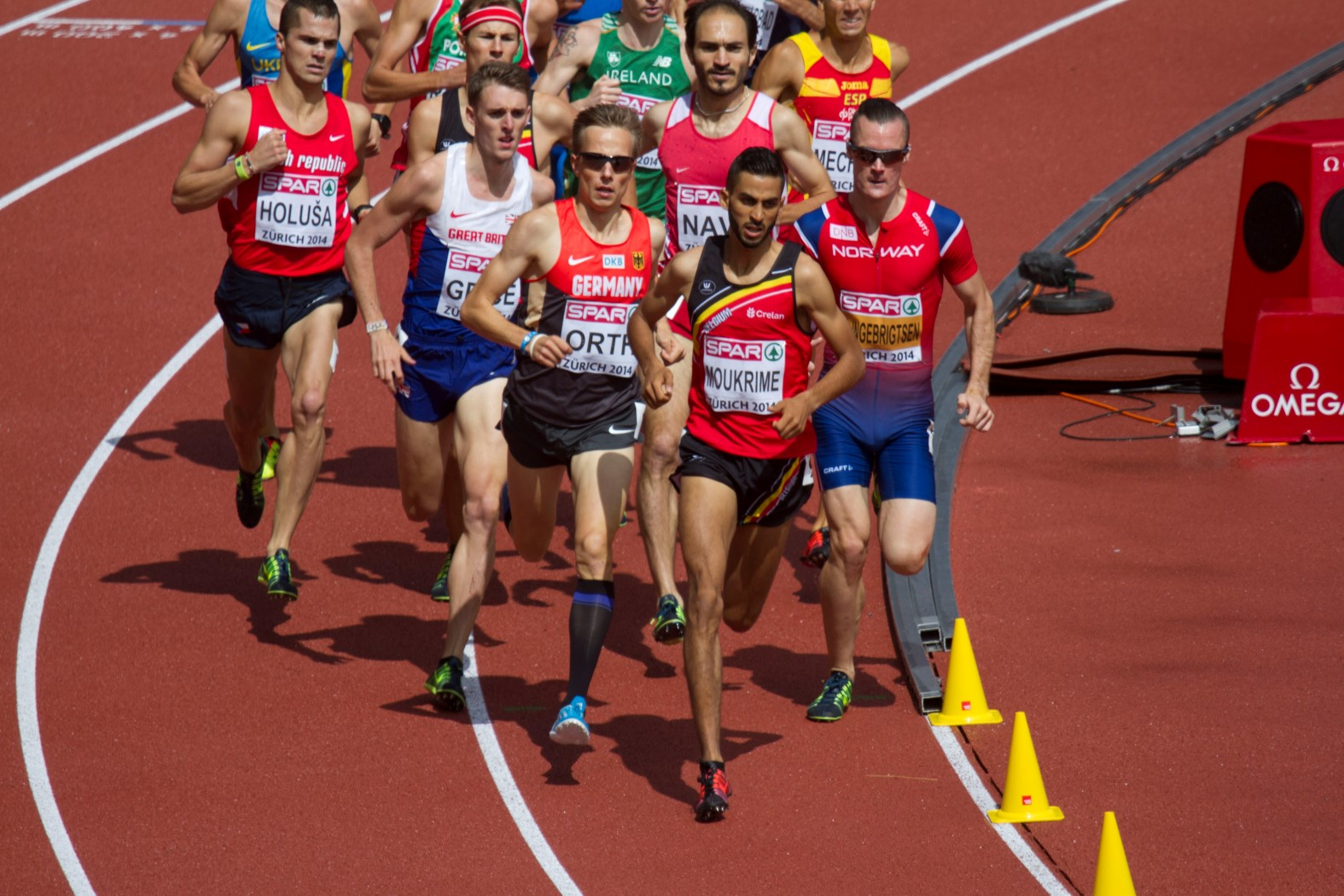
Erster Vorlauf: Die Läufer auf der Strecke
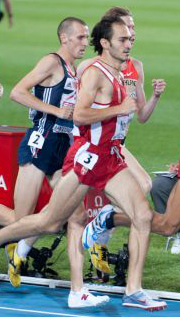
Goran Nava (rechts) belegte in seinem Vorlauf Platz zehn und schied damit aus
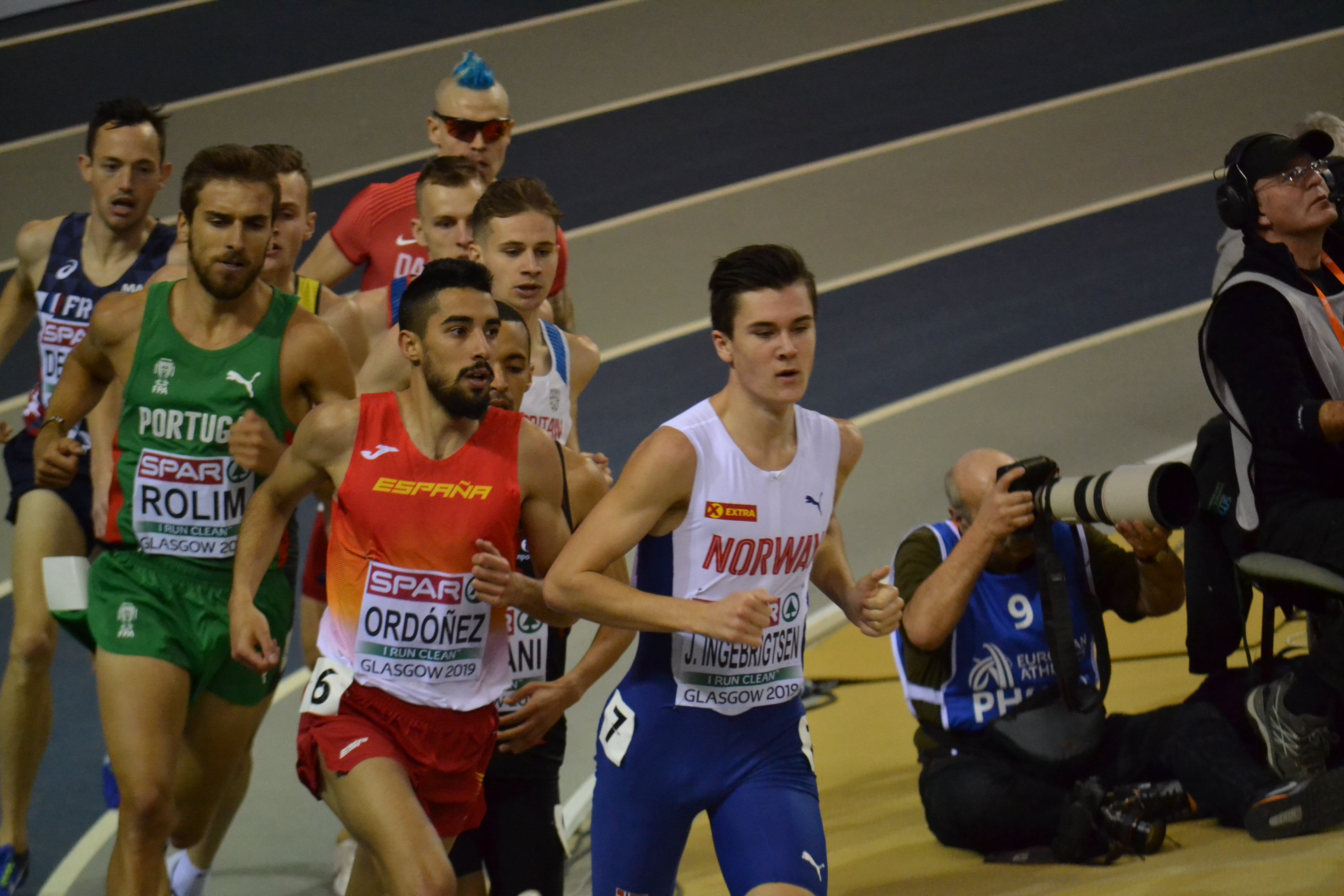
Emanuel Rolim erreichte mit seinem elften Platz aus dem zweiten Vorlauf nicht das Finale
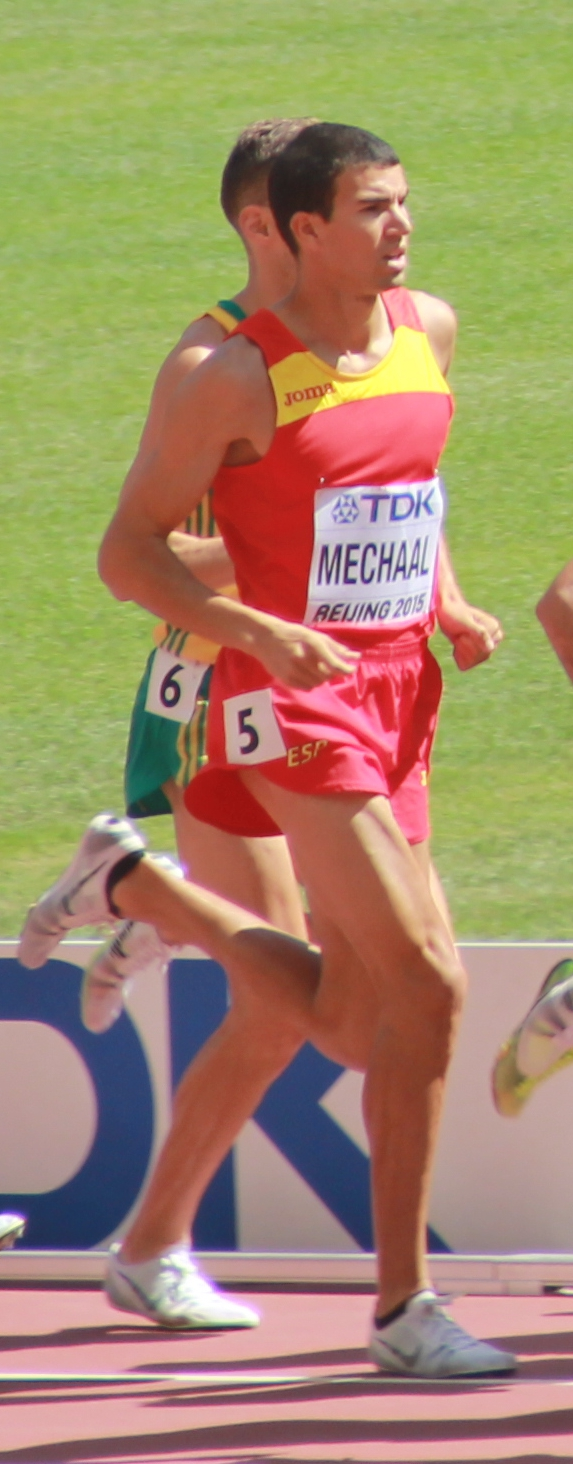
Adel Mechaal scheiterte als Dreizehnter seines Vorlaufs in der Vorrunde

15. August 2014, 11:50 Uhr
| Platz | Name                        | Nation         | Zeit (min) |
| ----- | --------------------------- | -------------- | ---------- |
| 1     | Henrik Ingebrigtsen         | Norwegen       | 3:39,32    |
| 2     | Charlie Da’Vall Grice       | Großbritannien | 3:39,41    |
| 3     | Mahiedine Mekhissi-Benabbad | Frankreich     | 3:39,43    |
| 4     | Tarik Moukrime              | Belgien        | 3:39,50    |
| 5     | Stanislaw Maslow            | Ukraine        | 3:39,63    |
| 6     | Jakub Holuša                | Tschechien     | 3:39,64    |
| 7     | Ciarán Ó Lionáird           | Irland         | 3:39,79    |
| 8     | Florian Orth                | Deutschland    | 3:39,99    |
| 9     | Pieter-Jan Hannes           | Belgien        | 3:40,34    |
| 10    | Goran Nava                  | Serbien        | 3:41,43    |
| 11    | Emanuel Rolim               | Portugal       | 3:42,22    |
| 12    | Mohad Abdikadar             | Italien        | 3:46,09    |
| 13    | Adel Mechaal                | Spanien        | 3:47,60    |
| 14    | John Travers                | Irland         | 3:49,73    |
| 15    | Amine Khadiri               | Zypern         | 3:50,15    |
| 16    | Kelvin Gomez                | Gibraltar      | 4:05,71    |

### Vorlauf 2

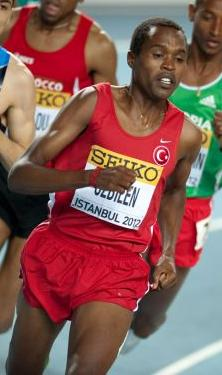
İlham Tanui Özbilen – ausgeschieden auf Rang fünf
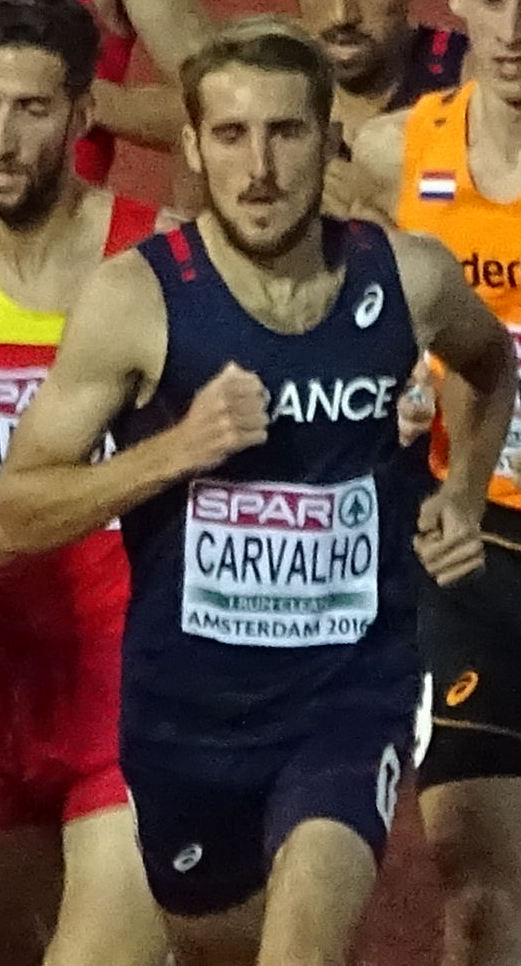
Florian Carvalho – als Sechster nicht im Finale
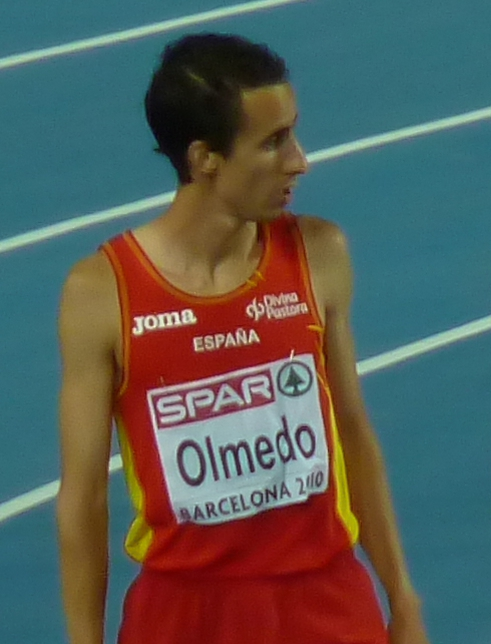
Manuel Olmedo – Rang Sieben reichte nicht zum Finaleinzug

15. August 2014, 12:05 Uhr
| Platz | Name                 | Nation         | Zeit (min) | Anmerkung                                                       |
| ----- | -------------------- | -------------- | ---------- | --------------------------------------------------------------- |
| 1     | Chris O’Hare         | Großbritannien | 3:39,24    |                                                                 |
| 2     | Homiyu Tesfaye       | Deutschland    | 3:39,64    |                                                                 |
| 3     | Timo Benitz          | Deutschland    | 3:39,83    |                                                                 |
| 4     | Paul Robinson        | Irland         | 3:39,83    |                                                                 |
| 5     | İlham Tanui Özbilen  | Türkei         | 3:40,09    |                                                                 |
| 6     | Florian Carvalho     | Frankreich     | 3:40,39    |                                                                 |
| 7     | Manuel Olmedo        | Spanien        | 3:40,48    |                                                                 |
| 8     | Filip Ingebrigtsen   | Norwegen       | 3:41,06    |                                                                 |
| 9     | Isaac Kimeli         | Belgien        | 3:41,96    |                                                                 |
| 10    | Andreas Bueno        | Dänemark       | 3:42,06    |                                                                 |
| 11    | Jan Hochstrasser     | Schweiz        | 3:43,89    |                                                                 |
| 12    | Dmitrijs Jurkevičs   | Lettland       | 3:45,92    |                                                                 |
| 13    | Jonas Leanderson     | Schweden       | 3:49,64    |                                                                 |
| 14    | Soufiane El Kabbouri | Italien        | 4:02,76    | wegen Behinderung durch Andreas Vojta für das Finale zugelassen |
| 15    | David Bustos         | Spanien        | 4:21.39    | wegen Behinderung durch Andreas Vojta für das Finale zugelassen |
| DSQ   | Andreas Vojta        | Österreich     |            | IWR 163, TR17.2 – Behinderung                                   |

Weitere im zweiten Vorlauf ausgeschiedene Läufer:

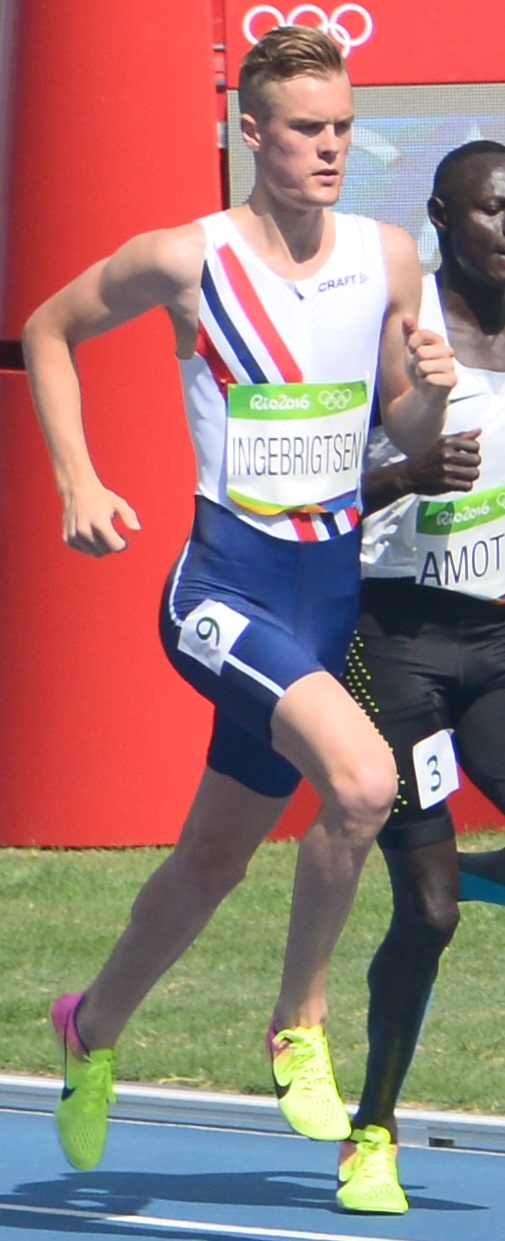
Filip Ingebrigtsen – Rang acht
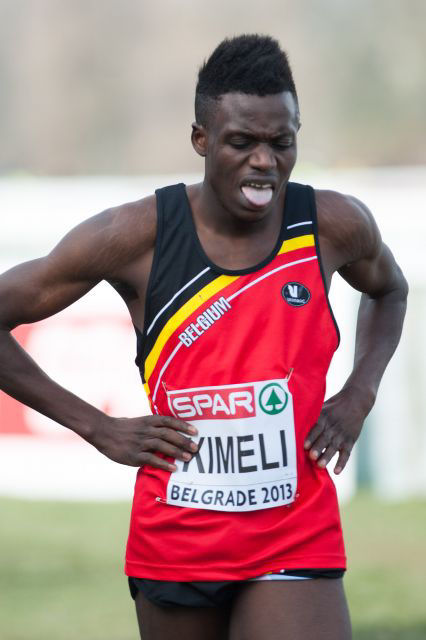
Isaac Kimeli – Rang neun
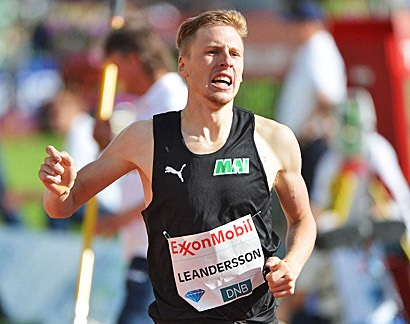
Jonas Leandersson – Rang dreizehn
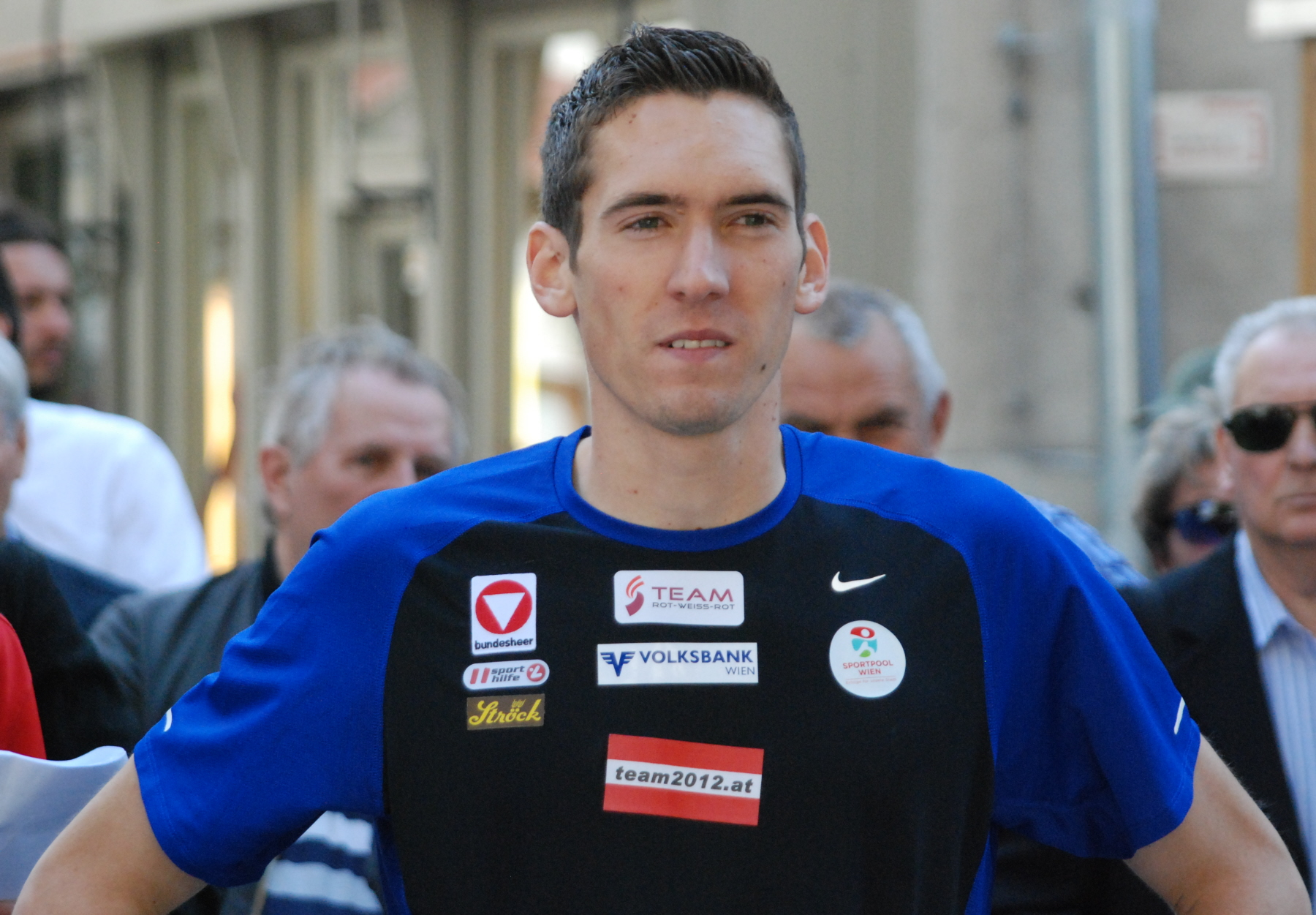
Andreas Vojta – disqualifiziert

## Finale
17. August 2014, 15:05 Uhr
| Platz | Name                        | Nation         | Zeit (min) |
| ----- | --------------------------- | -------------- | ---------- |
| 1     | Mahiedine Mekhissi-Benabbad | Frankreich     | 3:45,60    |
| 2     | Henrik Ingebrigtsen         | Norwegen       | 3:46,10    |
| 3     | Chris O’Hare                | Großbritannien | 3:46,18    |
| 4     | Paul Robinson               | Irland         | 3:46,35    |
| 5     | Homiyu Tesfaye              | Deutschland    | 3:46,46    |
| 6     | David Bustos                | Spanien        | 3:46,92    |
| 7     | Timo Benitz                 | Deutschland    | 3:47,26    |
| 8     | Tarik Moukrime              | Belgien        | 3:47,33    |
| 9     | Soufiane El Kabbouri        | Italien        | 3:51,98    |
| 10    | Florian Orth                | Deutschland    | 3:54,35    |
| 11    | Stanislaw Maslow            | Ukraine        | 3:54,59    |
| 12    | Charlie Da’Vall Grice       | Großbritannien | 4:04,81    |
| DNF   | Ciarán Ó Lionáird           | Irland         |            |
| DNS   | Jakub Holuša                | Tschechien     |            |

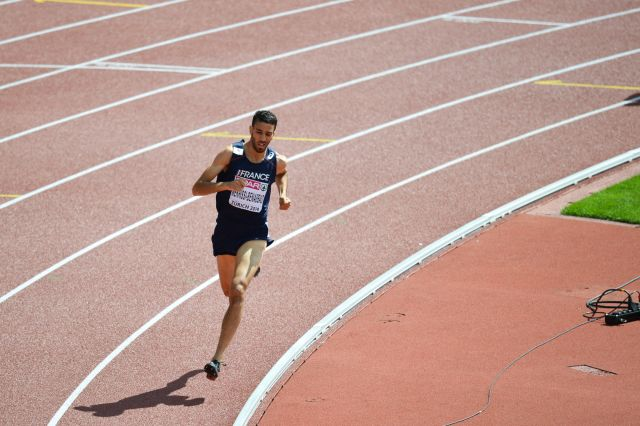
Bei seinem Ausflug auf die 1500-m-Strecke wurde Hindernisspezialist Mahiedine Mekhissi-Benabbad Europameister

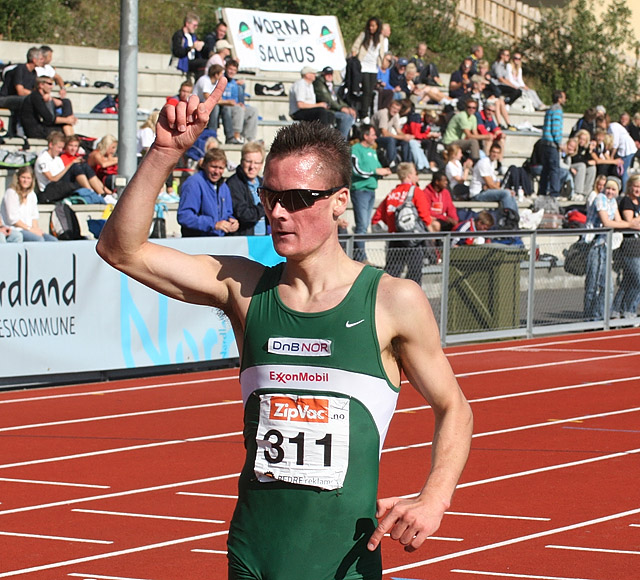
Rang zwei für den Titelverteidiger Henrik Ingebrigtsen
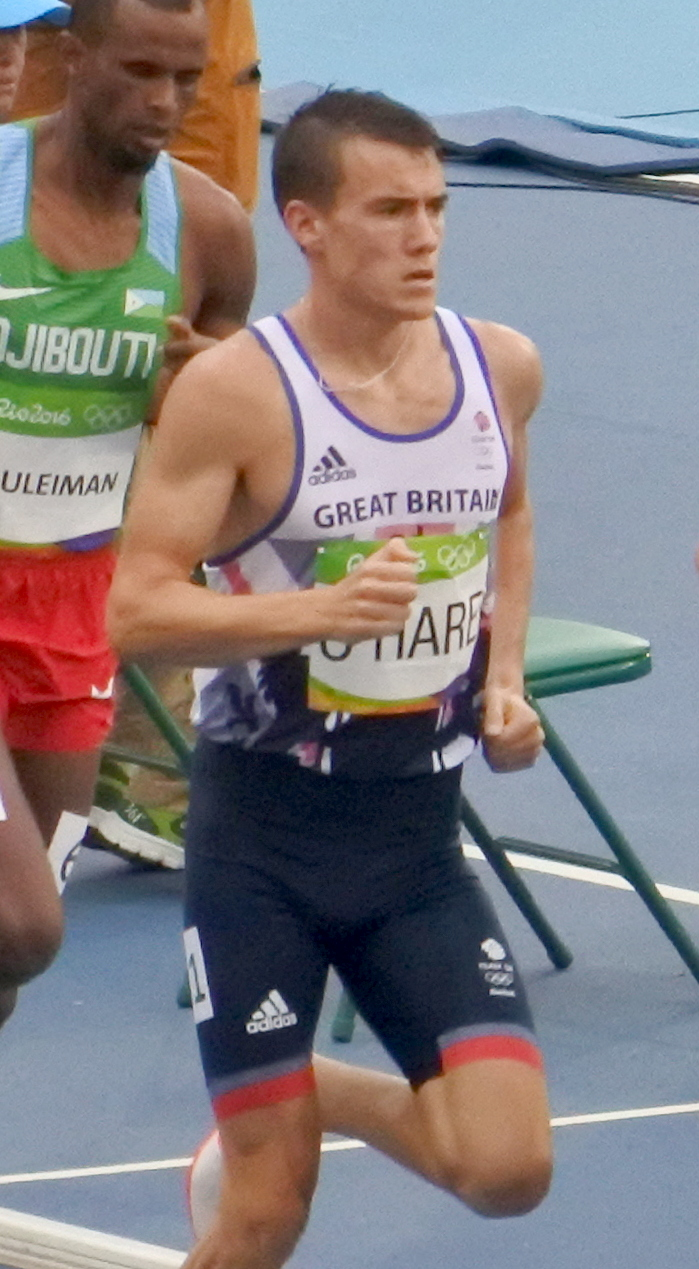
Bronzemedaillengewinner Chris O’Hare
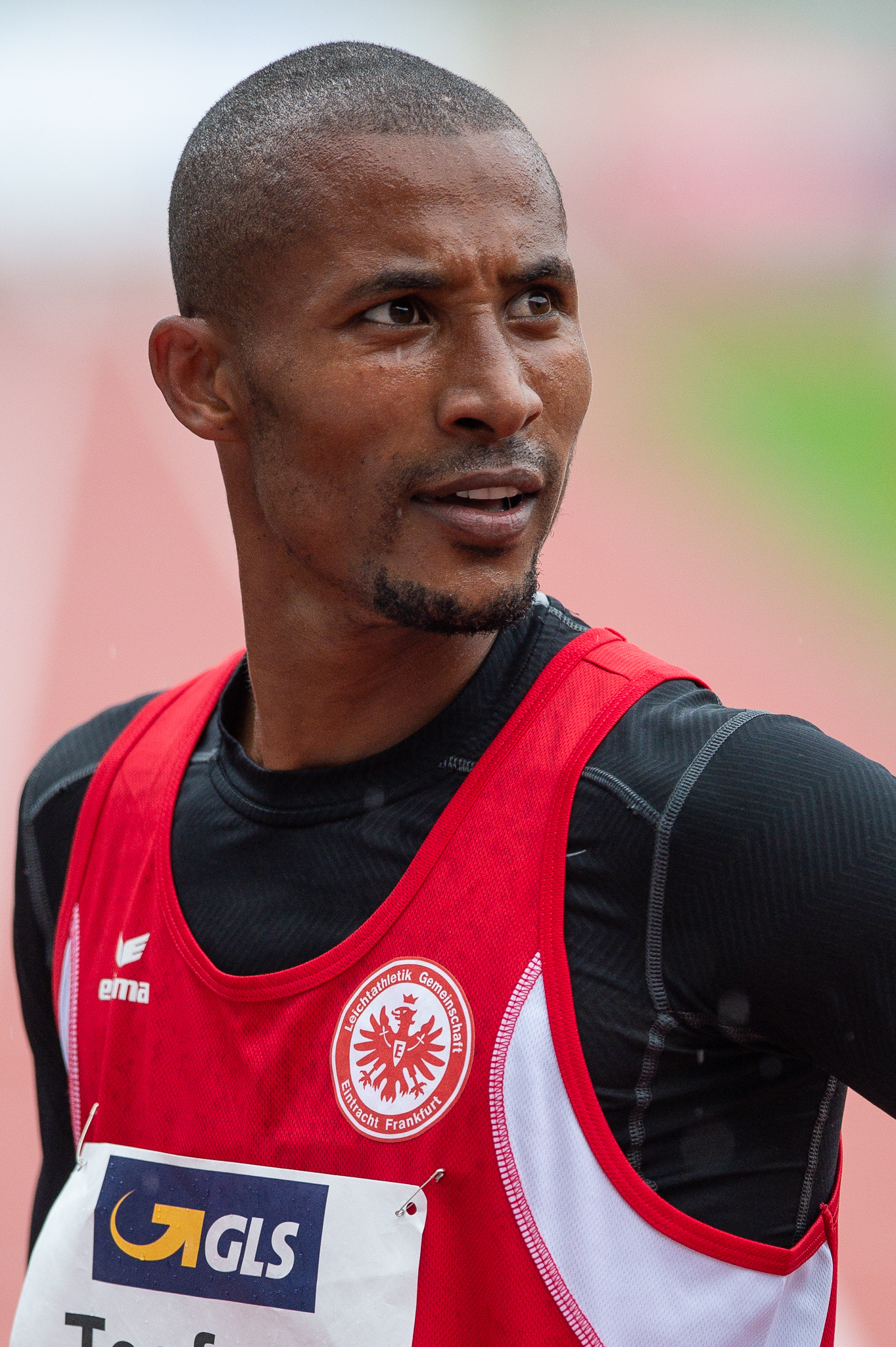
Homiyu Tesfaye belegte Rang fünf

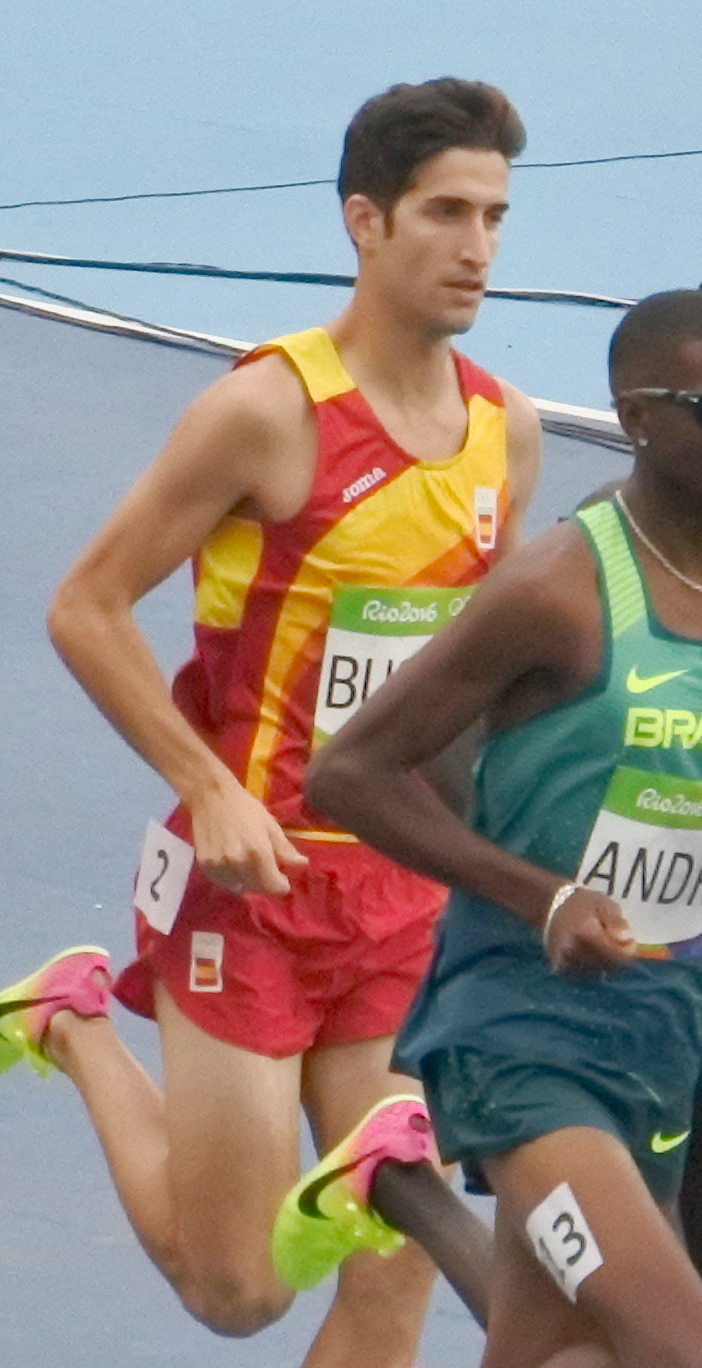
Der sechstplatzierte David Bustos
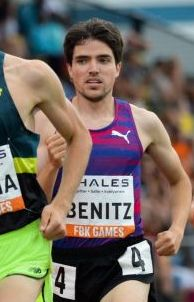
Timo Benitz erreichte Platz sieben
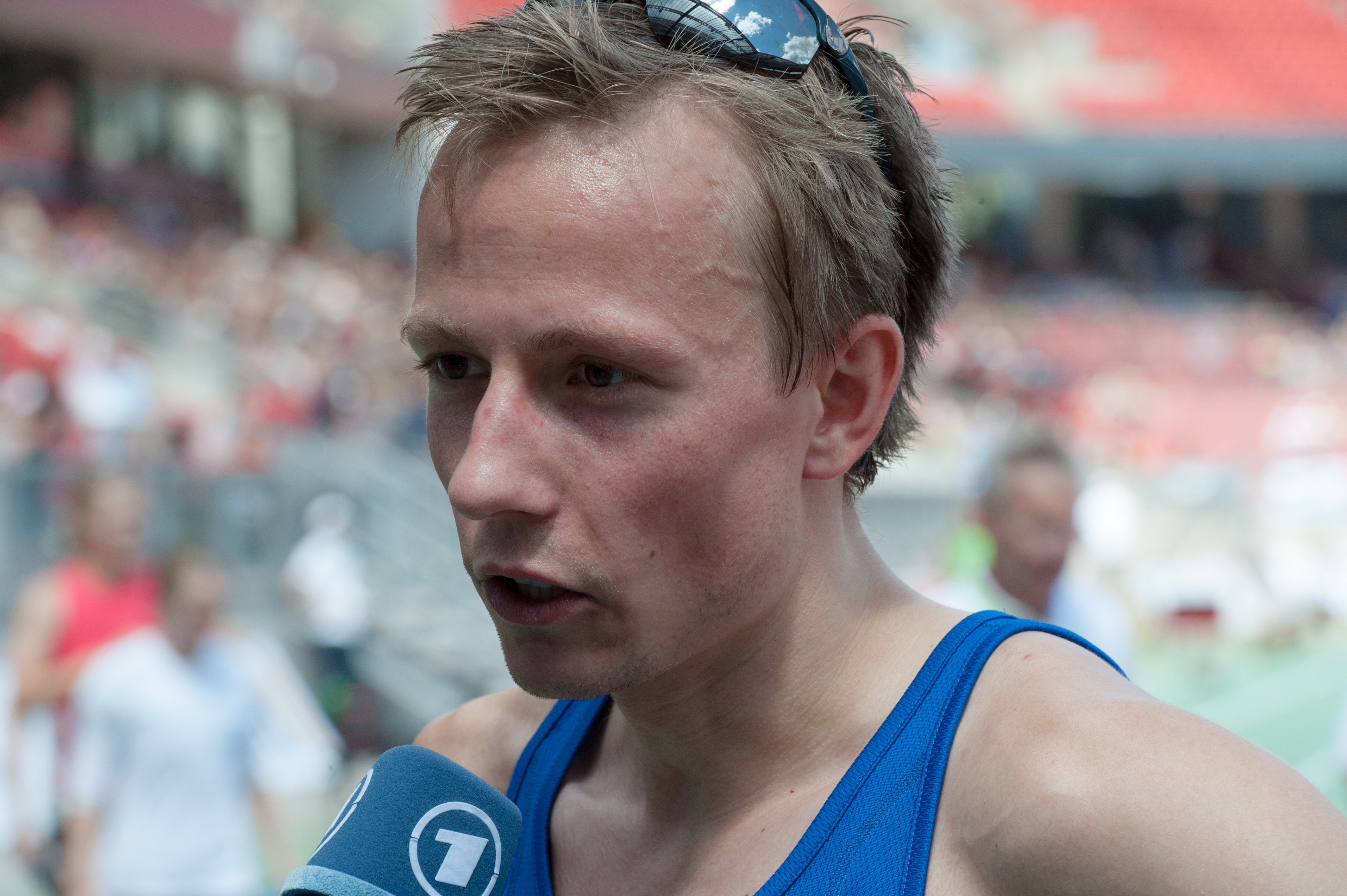
Florian Orth kam auf den zehnten Platz

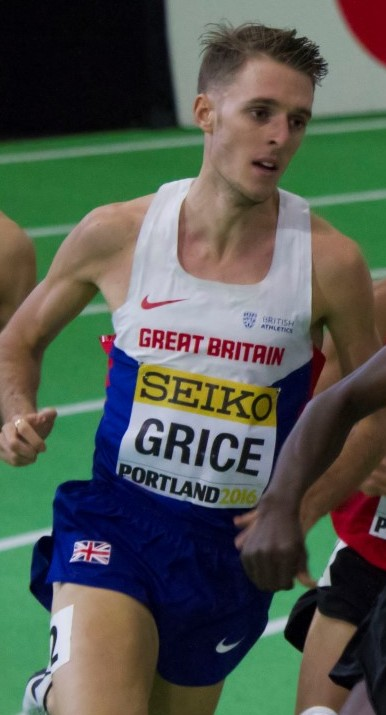
Charlie Da’Vall Grice belegte Rang zwölf
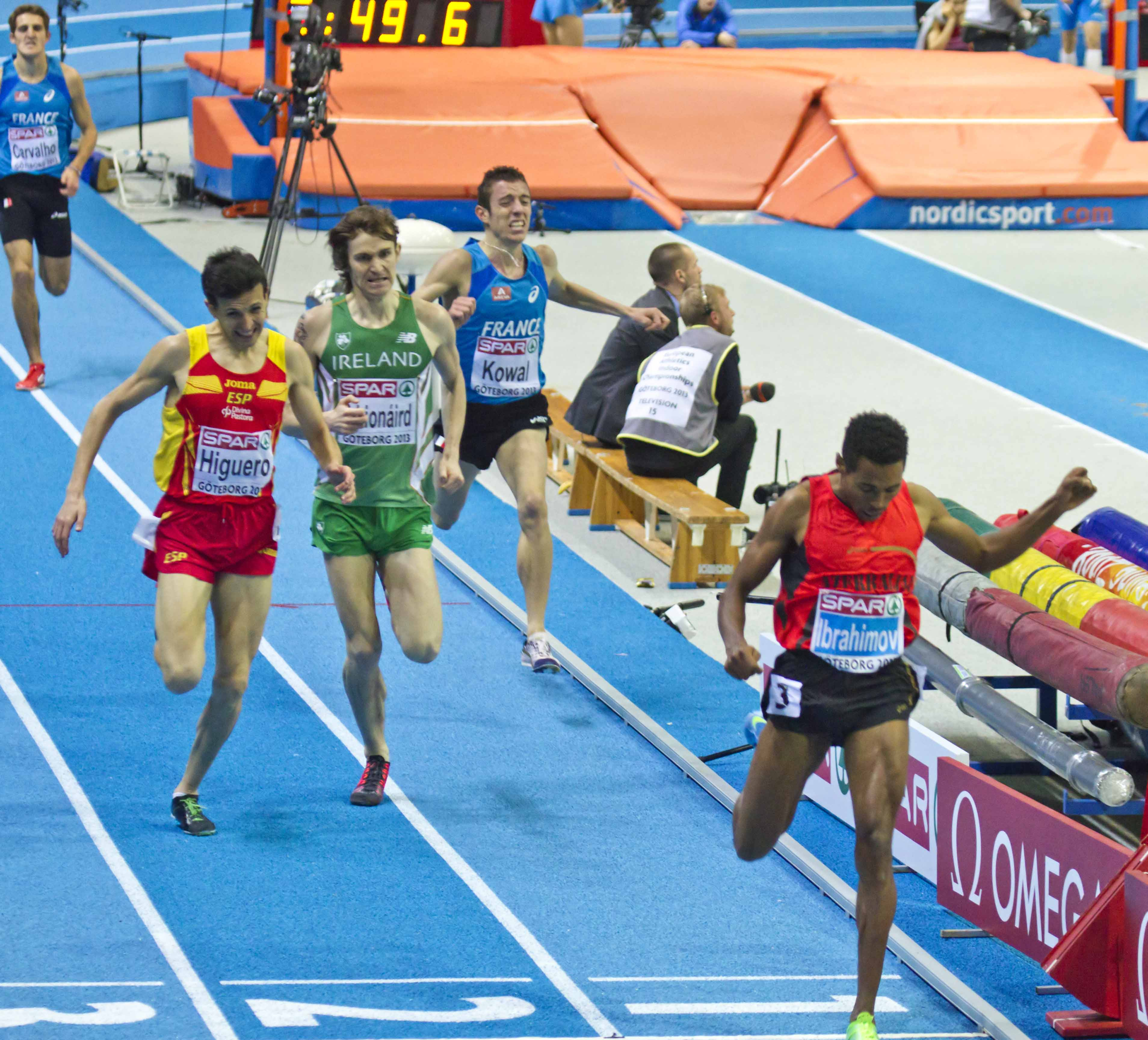
Ciarán Ó Lionáird (grünes Trikot) konnte das Rennen nicht beenden
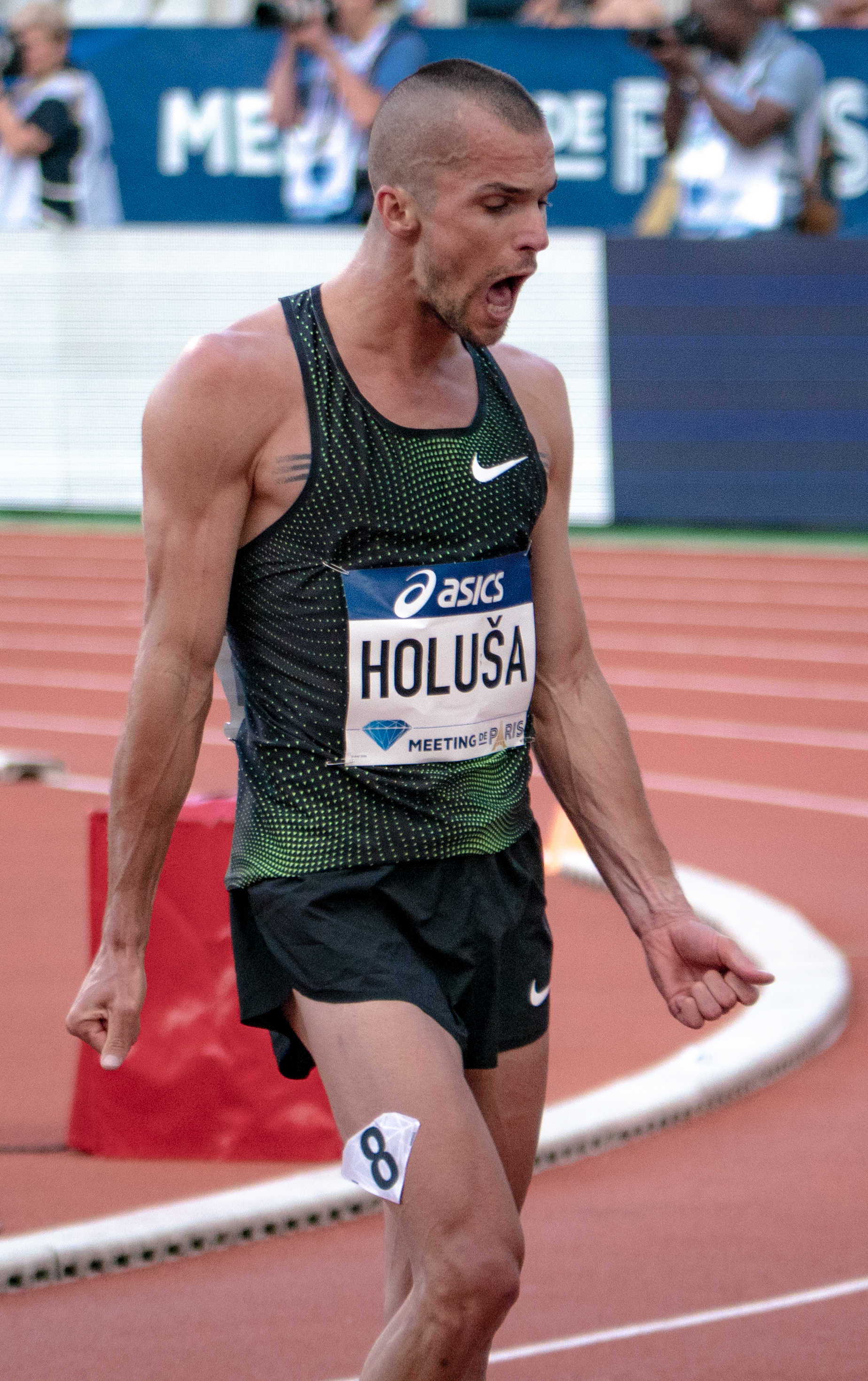
Jakub Holuša trat zum Finale nicht an

## Videolink
- 1500m Men Final European Athletics Championships Zurich 2014 Mekhissi GOLD, youtube.com, abgerufen am 2. Februar 2020